# 松下Lumix DMC-FZ50
Panasonic Lumix DMC-FZ50 是松下Lumix系列的一款准专业长焦数码相机，于2006年7月发布。为前作Panasonic Lumix DMC-FZ30的后续产品。
萊卡亦推出此型號的雙生版本，名為V-Lux。